# Енгелхолм
Енгелхолм (швед. Ängelholm) град је у Шведској, у јужном делу државе. Град је у оквиру Сканског округа, где је значајан град. Енгелхолм је истовремено и седиште истоимене општине.

## Природни услови
Град Енгелхолм се налази у јужном делу Шведске и Скандинавског полуострва. Од главног града државе, Стокхолма, град је удаљен 540 км југозападно. Од првог већег града, Малмеа, град се налази 85 км северно.
Енгелхолм се сместио на источној обали Категата, дела Северног мора. На датом месту се у море улива речица Ране. Градско подручје је равничарско, а надморска висина се креће 0-30 м.

## Историја
Подручје Енгелхолма било је насељено још у време праисторије. У средњем веку овде је постојало мало насеље, које је, као и цео јужни део данашње Шведске, био посед данског краља. Оно је 1516. године добило градска права.
После споразума у Роскилдеу 1658. године Шведска добија подручја на данашњем југу државе, па и данашњи град Енгелхолм. 
Нови замах Енгелхолм доживљава у другој половини 19. века са доласком индустрије и железнице. Ово благостање траје и дан-данас.

## Становништво
Енгелхолм је данас град средње величине за шведске услове. Град има око 23.000 становника (податак из 2010. г.), а градско подручје, тј. истоимена општина има око 39.000 становника (податак из 2008. г.). Последњих деценија број становника у граду расте.
До средине 20. века Енгелхолм су насељавали искључиво етнички Швеђани. Међутим, са јачањем усељавања у Шведску, становништво града је постало шароликије.

## Привреда
Данас је Енгелхолм савремени град са посебно развијеном индустријом (нарочито производња стакла). Последње две деценије посебно се развијају трговина, услуге и туризам.

## Галерија
- Главна градска црква
- Спортска дворана у Енгелхолму
- Градско приобаље
- Сеоски музеј у околини града